# José Prieto de Salazar
José Prieto de Salazar y Arellano nacido en Cádiz en 1679 fue un acaudalado español, alférez y tesorero real de la Casa de Moneda de Santafé que consiguió un título (1718) del rey de España para establecer por su cuenta una o más casas-de moneda en el Nuevo  Reino de Granada hacia mediados del siglo XVIII.
Fue uno de los personajes más notables y llamativos de la colonia bogotana, tenía la segunda casa más lujosa de todo el virreinato solo después del palacio virreinal y era reconocido por hacer grandes banquetes y fiestas para la aristocracia colombiana del siglo XVIII.
Este privilegio de fundar casas de moneda fue heredado por sus descendientes por cédula real. El Virrey dio el oficio de Tesorero a Manuel Benito de Castro, quien lo tuvo hasta que fue restituido por real cédula de 1760 a la familia de Prieto de Salazar.